# Erich Baeumer
Erich Baeumer (* 13. oder 14. April 1897 in Geisweid; † 30. November 1972 in Hüttental) war ein deutscher Landarzt und Verhaltensforscher.

## Leben
Die unterschiedlichen Angaben zu Baeumers Geburtsdatum gehen auf unterschiedliche Quellenangaben zurück, einmal auf eine Kurzbiographie (13.4.) und an anderes Mal auf Baeumers eigene Angaben in dessen Entnazifizierungsakte (14.4.). Baeumer studierte Medizin an der Universität Marburg. Dort promovierte er 1923 mit einer Dissertation zum Thema Über einen Apparat zur Behandlung des Scheintodes Neugeborener. Im gleichen Jahr heiratete er Helene Margarethe Fick.
Seit 1933 war er Mitglied im NSKK und dort Staffelarzt, berufsfachlich Mitglied im Nationalsozialistischen Deutschen Ärztebund und seit 1934 Arzt beim Erbgesundheitsgericht Siegen, das die erbgesundheitliche Wertigkeit der dort Vorgeführten nach dem Gesetz zur Verhütung erbkranken Nachwuchses zu entscheiden hatte. Nach dem Ende der 1933 in Kraft getretenen Eintrittssperre beantragte er am 6. August 1937 die Aufnahme in die NSDAP und wurde rückwirkend zum 1. Mai desselben Jahres aufgenommen (Mitgliedsnummer 5.299.166). Im Zweiten Weltkrieg wurde er nach kurzer Dienstzeit als Sanitätsoffizier laut eigenen Angaben zur ärztlichen Versorgung der Bevölkerung zurückberufen. Er erlebte den Luftangriff auf Siegen am 16. Dezember 1944. Über dieses Ereignis schrieb er 1950 einen Bericht.
Nach dem Krieg arbeitete Baeumer als Landarzt und Geburtshelfer in Weidenau. Seit 1960 war er Auswärtiges Wissenschaftliches Mitglied der Max-Planck-Gesellschaft und auswärtiger Mitarbeiter des Max-Planck-Instituts für Verhaltensphysiologie in Seewiesen. Erich von Holst hatte ihn aufgrund seiner Forschungen zu Hühnern ans MPI geholt. 1964 erschien sein Buch „Das dumme Huhn - Verhalten des Haushuhns“, in dem er seine 50-jährige Forschungsarbeit zur „Sprache“ der Hühner niederlegte und das unter dem Titel Lo stupido pollo? ins Italienische übersetzt wurde. Baeumer prägte für das domestizierte Huhn den Begriff der Plus-Minus-Ordnung, auf den auch Konrad Lorenz im Rahmen seiner Forschung über das Kommunikationsverhalten von Graugänsen zurückgriff.
Sein 1925 für ihn errichtetes Wohnhaus mit Hühnerställen in Siegen an der Weidenauer Straße 88 ist 2012 als Baudenkmal Nr. 131 in die Denkmalliste der Stadt Siegen aufgenommen worden.

## Schriften
- Über einen Apparat zur Behandlung des Scheintodes Neugeborener. Med. Diss., Marburg 1923.
- Nordpol-Richard 4: Aus der Bomben- und Bunkerzeit im Siegerland 1944 - 1945. (Siegerländer Beiträge zur Geschichte und Landeskunde, H. 3), Selbstverlag des Siegerländer Heimatvereins 1950, Siegen 1950
- Lebensart des Haushuhns. In: Zeitschrift für Tierpsychologie. 1955 S. 387–401
- Verhaltensstudie über das Haushuhn – dessen Lebensart. In: Zeitschrift für Tierpsychologie. 1959, 2. Teil, S. 284–296
- Das dumme Huhn – Verhalten des Haushuhns. (Kosmos-Bibliothek, Bd. 242), Franckh’sche Verlagshandlung, Stuttgart 1964
  - Lo stupido pollo? Edagricole, Bologna 1967, übersetzt von Luciano Rinaldi